# 宗法
宗法（そうほう）とは、大家族制を基本とした伝統中国において、大家族を意味する宗族内の規律・規則を指す言葉である。周の時代に成立した。
狭義では、宗族の本家である宗家（そうけ）における祖先祭祀の子々孫々への継承に関する規則を定めたものを指す。
宗族内には、総本家としての大宗を一族の要とし、小宗と呼ばれる分家が一致団結することが求められる。大宗の相続権は、その嫡子である長子が持ち、嫡出の次男以下および庶子は全て別子と呼ばれ、新たな小宗の祖となることが取り決められていた。
大宗に嫡子が生まれなかった場合は、女子には相続権がなく、その場合でも他姓の家に嫁がされた。宗家には、最も血縁的に近い小宗から相続者が迎えられた。